# Australian Open 2000
Die Australian Open 2000 fanden im vom 17. – 30. Januar 2000 in Melbourne statt.
Titelverteidiger im Einzel waren Jewgeni Kafelnikow bei den Herren sowie Martina Hingis bei den Damen. Im Herrendoppel waren Jonas Björkman und Patrick Rafter, im Damendoppel Martina Hingis und Anna Kurnikowa die Titelverteidiger. Die Südafrikaner Mariaan de Swardt und David Adams waren die Titelverteidiger im gemischten Doppel.
Das Finale im Herreneinzel gewann Andre Agassi gegen Jewgeni Kafelnikow. Im Dameneinzel konnte sich Lindsay Davenport gegen Martina Hingis durchsetzen. Das Herrendoppel gewann die Paarung Rick Leach und Ellis Ferreira und das Damendoppel gewann die Paarung Lisa Raymond und Rennae Stubbs. Im Mix konnten sich Rennae Stubbs und Jared Palmer durchsetzen.

## Herreneinzel

### Setzliste
| Nr. | Spieler            | Erreichte Runde |
| --- | ------------------ | --------------- |
| 01. | Andre Agassi       | Sieg            |
| 02. | Jewgeni Kafelnikow | Finale          |
| 03. | Pete Sampras       | Halbfinale      |
| 04. | Nicolas Kiefer     | Viertelfinale   |
| 05. | Gustavo Kuerten    | 1. Runde        |
| 06. | Thomas Enqvist     | 1. Runde        |
| 07. | Nicolás Lapentti   | 2. Runde        |
| 08. | Todd Martin        | 2. Runde        |

| Nr. | Spieler            | Erreichte Runde |
| --- | ------------------ | --------------- |
| 09. | Richard Krajicek   | 2. Runde        |
| 10. | Tommy Haas         | 2. Runde        |
| 11. | Tim Henman         | Achtelfinale    |
| 12. | Magnus Norman      | Halbfinale      |
| 13. | Cédric Pioline     | 1. Runde        |
| 14. | Karol Kučera       | 1. Runde        |
| 15. | Albert Costa       | 1. Runde        |
| 16. | Mark Philippoussis | Achtelfinale    |

## Dameneinzel

### Setzliste
| Nr. | Spielerin         | Erreichte Runde |
| --- | ----------------- | --------------- |
| 01. | Martina Hingis    | Finale          |
| 02. | Lindsay Davenport | Sieg            |
| 03. | Serena Williams   | Achtelfinale    |
| 04. | Mary Pierce       | Achtelfinale    |
| 05. | Nathalie Tauziat  | 2. Runde        |
| 06. | Barbara Schett    | Achtelfinale    |
| 07. | Amélie Mauresmo   | 2. Runde        |
| 08. | Amanda Coetzer    | 2. Runde        |

| Nr. | Spielerin               | Erreichte Runde |
| --- | ----------------------- | --------------- |
| 09. | Julie Halard-Decugis    | Viertelfinale   |
| 10. | Conchita Martínez       | Halbfinale      |
| 11. | Anna Kurnikowa          | Achtelfinale    |
| 12. | Sandrine Testud         | Achtelfinale    |
| 13. | Arantxa Sánchez Vicario | Viertelfinale   |
| 14. | Dominique Van Roost     | 2. Runde        |
| 15. | Anke Huber              | 1. Runde        |
| 16. | Jelena Lichowzewa       | Viertelfinale   |

## Herrendoppel

### Setzliste
| Nr. | Paarung                           | Erreichte Runde |
| --- | --------------------------------- | --------------- |
| 01. | Sébastien Lareau Leander Paes     | 1. Runde        |
| 02. | Mark Woodforde Todd Woodbridge    | Halbfinale      |
| 03. | Byron Black Jonas Björkman        | 2. Runde        |
| 04. | Alex O’Brien Jared Palmer         | Halbfinale      |
| 05. | Ellis Ferreira Rick Leach         | Sieg            |
| 06. | David Adams John-Laffnie de Jager | 2. Runde        |
| 07. | Jeff Tarango Daniel Vacek         | 1. Runde        |
| 08. | Wayne Black Andrew Kratzmann      | Finale          |

| Nr. | Paarung                           | Erreichte Runde |
| --- | --------------------------------- | --------------- |
| 09. | Olivier Delaître Fabrice Santoro  | 1. Runde        |
| 10. | Piet Norval Kevin Ullyett         | 2. Runde        |
| 11. | Jiří Novák David Rikl             | Viertelfinale   |
| 12. | Nicklas Kulti Mikael Tillström    | Achtelfinale    |
| 13. | Donald Johnson Cyril Suk          | Rückzug         |
| 14. | Martin Damm Maks Mirny            | Achtelfinale    |
| 15. | Wayne Ferreira Jewgeni Kafelnikow | Achtelfinale    |
| 16. | David Macpherson Peter Nyborg     | Achtelfinale    |

## Damendoppel

### Setzliste
| Nr. | Paarung                             | Erreichte Runde |
| --- | ----------------------------------- | --------------- |
| 01. | Lisa Raymond Rennae Stubbs          | Sieg            |
| 02. | Lindsay Davenport Corina Morariu    | Halbfinale      |
| 03. | Martina Hingis Mary Pierce          | Finale          |
| 04. | Alexandra Fusai Nathalie Tauziat    | 2. Runde        |
| 05. | Irina Spîrlea Caroline Vis          | 2. Runde        |
| 06. | Anna Kurnikowa Barbara Schett       | Halbfinale      |
| 07. | Amanda Coetzer Jelena Lichowzewa    | Achtelfinale    |
| 08. | Conchita Martínez Patricia Tarabini | 2. Runde        |

| Nr. | Paarung                             | Erreichte Runde |
| --- | ----------------------------------- | --------------- |
| 09. | Chanda Rubin Sandrine Testud        | 2. Runde        |
| 10. | Julie Halard-Decugis Ai Sugiyama    | Viertelfinale   |
| 11. | Nicole Arendt Kimberly Po           | 1. Runde        |
| 12. | Anke Huber Olena Tatarkowa          | 1. Runde        |
| 13. | Tina Križan Katarina Srebotnik      | 1. Runde        |
| 14. | Virginia Ruano Pascual Paola Suárez | 2. Runde        |
| 15. | Karina Habšudová Anne-Gaëlle Sidot  | 2. Runde        |
| 16. | Cara Black Irina Seljutina          | 1. Runde        |

## Mixed

### Setzliste
| Nr. | Paarung                                 | Erreichte Runde |
| --- | --------------------------------------- | --------------- |
| 01. | Jonas Björkman Anna Kurnikowa           | Halbfinale      |
| 02. | Leander Paes Lisa Raymond               | 1. Runde        |
| 03. | Jared Palmer Rennae Stubbs              | Sieg            |
| 04. | Todd Woodbridge Arantxa Sánchez Vicario | Finale          |

| Nr. | Paarung                            | Erreichte Runde |
| --- | ---------------------------------- | --------------- |
| 05. | Mark Woodforde Natallja Swerawa    | Viertelfinale   |
| 06. | Jeff Tarango Jelena Lichowzewa     | Viertelfinale   |
| 07. | John-Laffnie de Jager Caroline Vis | Achtelfinale    |
| 08. | Andrei Olchowski Olena Tatarkowa   | Viertelfinale   |

## Junioreneinzel

### Setzliste
| Nr. | Spieler           | Erreichte Runde |
| --- | ----------------- | --------------- |
| 01. | Tommy Robredo     | Halbfinale      |
| 02. | Andy Roddick      | Sieg            |
| 03. | Nicolas Mahut     | Viertelfinale   |
| 04. | Joachim Johansson | Halbfinale      |
| 05. | Todor Enew        | Viertelfinale   |
| 06. | Mario Ančić       | Finale          |
| 07. | Jan Mertl         | Achtelfinale    |
| 08. | Dmitri Wlassow    | Achtelfinale    |

| Nr. | Spieler          | Erreichte Runde |
| --- | ---------------- | --------------- |
| 09. | Roko Karanušić   | Achtelfinale    |
| 10. | Michal Kokta     | Achtelfinale    |
| 11. | Peter-John Nomdo | 2. Runde        |
| 12. | Boris Pašanski   | 2. Runde        |
| 13. | Wang Yeu-tzuoo   | 1. Runde        |
| 14. | Andrew Mcdade    | 1. Runde        |
| 15. | Andrew Anderson  | 1. Runde        |
| 16. | Renaud Thys      | Viertelfinale   |

## Juniorendoppel

### Setzliste
| Nr. | Paarung                     | Erreichte Runde |
| --- | --------------------------- | --------------- |
| 01. | Tres Davis Andy Roddick     | Finale          |
| 02. | Nicolas Mahut Tommy Robredo | Sieg            |
| 03. | Lee Childs James Nelson     | 1. Runde        |
| 04. | Michal Kokta Jan Mertl      | Achtelfinale    |

| Nr. | Paarung                         | Erreichte Runde |
| --- | ------------------------------- | --------------- |
| 05. | Harel Srugo Tomer Suissa        | 1. Runde        |
| 06. | Michal Navrátil Stephan Timu    | Viertelfinale   |
| 07. | Andrew Anderson Andrew McDade   | Halbfinale      |
| 08. | Philip Gubenco Lee Radovanovich | 1. Runde        |

## Juniorinneneinzel

### Setzliste
| Nr. | Spielerin                   | Erreichte Runde |
| --- | --------------------------- | --------------- |
| 01. | Anikó Kapros                | Sieg            |
| 02. | María José Martínez Sánchez | Finale          |
| 03. | Ľubomíra Kurhajcová         | Achtelfinale    |
| 04. | Ivana Abramović             | 1. Runde        |
| 05. | Hannah Collin               | Halbfinale      |
| 06. | Julija Bejhelsymer          | Viertelfinale   |
| 07. | Maria Elena Camerin         | 2. Runde        |
| 08. | Melissa Dowse               | Viertelfinale   |

| Nr. | Spielerin             | Erreichte Runde |
| --- | --------------------- | --------------- |
| 09. | Marie-Ève Pelletier   | Halbfinale      |
| 10. | Monique Adamczak      | Achtelfinale    |
| 11. | Suchanun Viratprasert | 1. Runde        |
| 12. | Claudine Schaul       | 2. Runde        |
| 13. | Melinda Czink         | 2. Runde        |
| 14. | Caroline Tidemand     | 1. Runde        |
| 15. | Flavia Pennetta       | Achtelfinale    |
| 16. | Bethanie Mattek       | Viertelfinale   |

## Juniorinnendoppel

### Setzliste
| Nr. | Paarung                            | Erreichte Runde |
| --- | ---------------------------------- | --------------- |
| 01. | Maki Arai Kumiko Iijima            | Viertelfinale   |
| 02. | Anikó Kapros Christina Wheeler     | Sieg            |
| 03. | Melanie Marois Marie-Ève Pelletier | 1. Runde        |
| 04. | Alice Barnes Bethanie Mattek       | Viertelfinale   |

| Nr. | Paarung                              | Erreichte Runde |
| --- | ------------------------------------ | --------------- |
| 05. | Monique Adamczak Samantha Stosur     | Achtelfinale    |
| 06. | Marina Bernshtein Julija Bejhelsymer | Viertelfinale   |
| 07. | Boglarka Berecz Melinda Czink        | Halbfinale      |
| 08. | Zuzana Kučová Ľubomíra Kurhajcová    | 1. Runde        |